# Ивановка (Завитинский район)
В Амурской области также есть Ивановка в Зейском районе и Ивановка в Ивановском районе.
Ива́новка — село в Завитинском районе Амурской области России. Входит в состав Иннокентьевского сельсовета.

## География
Село Ивановка расположено к юго-западу от Завитинска.
Через село проходит автотрасса Завитинск — Поярково, расстояние до районного центра города Завитинск — 27 км.
Село Ивановка — спутник административного центра Иннокентьевского сельсовета села Иннокентьевка.

## Население
| 2002 | 2010 | 2012 | 2013 | 2014 | 2015 | 2016 |
| ---- | ---- | ---- | ---- | ---- | ---- | ---- |
| 325  | ↘243 | ↘221 | ↘214 | ↘193 | ↘189 | ↘179 |
| 2017 | 2018 |      |      |      |      |      |
| ↘162 | ↘146 |      |      |      |      |      |

## Улицы
| - ул. Горького, - ул. Лазо, | - ул. Мухина, - ул. Хмельницкая. |

## Экономика
Сельскохозяйственные предприятия Завитинского района.